# 黃亮玄
黃亮玄（？—？），初名基固，字纘豫，河南汝寧府光州息縣人，明朝文人。

## 生平
萬曆四十六年（1618年）戊午科河南鄉試第四名舉人。為人至孝，母親徐氏、父親黃燾先後去世，哀慟治喪。服闕，赴京會試，出闈還鄉，不久卒。

## 家族
弟黃鼎基，亦有文名，為貢生，任孟津縣教諭。